# 르완다
르완다 공화국(르완다어: Repubulika y'u Rwanda [ɾɡwɑː.ndɑ] 레푸불리카 유르관다, 프랑스어: République du Rwanda 레퓌블리크 뒤 르왕다[*], 영어: Republic of Rwanda 리퍼블릭 오브 루앤다[*], 스와힐리어: Jamhuri ya Rwanda 잠후리 야 르완다)은 1962년 7월 1일에 벨기에으로부터 독립한 아프리카의 공화국이다.

## 역사
19세기 말부터 독일 제국의 지배를 받았으며 1919년 벨기에 위임 통치령이 되었다. 이후 1946년에 벨기에의 신탁 통치령이 되었다가 1962년 7월 1일에 벨기에로부터 독립하였다. 독립 이후, 소수족인 투치족과 후투족의 종족간 갈등이 유혈사태 등으로 꾸준히 표출되었다. 1990년에는 종족간 내전이 일어나 1994년까지 지속되었었는데, 1994년 4월부터 7월까지 후투족과 투치족이 싸우게 되면서 르완다 내전이 일어나게 되었다. 1994년에 새로운 정권이 들어섰다. 2009년에는 영국 연방에 가입하였다.

## 지리
844만의 인구에 중앙 동부 아프리카의 5대호 지구 안에 있는 작은 내륙국이다. 르완다는 우간다, 부룬디, 콩고 민주 공화국 및 탄자니아와 국경을 맞대고 있다. "천 개의 언덕의 땅"이라 불리는 비옥하고 험한 지형이며, 대륙 아프리카 안에서 가장 조밀한 인구분포를 나타낸다.

## 기후
르완다는 열대국가이지만 높은 해발 덕분에 온화한 기후이다. 산에는 서리와 눈도 내린다. 르완다는 2개의 우기(2월-5월, 9월-12월) 동안에 강한 뇌우를 동반하기 때문에 르완다의 번개는 세계적으로 유명하다. 연간 강수량은 평균 830mm이지만 동쪽 대초원보다는 북서쪽 산에 집중된다.
| 르완다 키갈리 지역의 기후 | 르완다 키갈리 지역의 기후 | 르완다 키갈리 지역의 기후 | 르완다 키갈리 지역의 기후 | 르완다 키갈리 지역의 기후 | 르완다 키갈리 지역의 기후 | 르완다 키갈리 지역의 기후 | 르완다 키갈리 지역의 기후 | 르완다 키갈리 지역의 기후 | 르완다 키갈리 지역의 기후 | 르완다 키갈리 지역의 기후 | 르완다 키갈리 지역의 기후 | 르완다 키갈리 지역의 기후 | 르완다 키갈리 지역의 기후 |
| 월                        | 1월                       | 2월                       | 3월                       | 4월                       | 5월                       | 6월                       | 7월                       | 8월                       | 9월                       | 10월                      | 11월                      | 12월                      | 연간                      |
| ------------------------- | ------------------------- | ------------------------- | ------------------------- | ------------------------- | ------------------------- | ------------------------- | ------------------------- | ------------------------- | ------------------------- | ------------------------- | ------------------------- | ------------------------- | ------------------------- |
| 일평균 최고 기온 °C (°F)  | 26.9 (80.4)               | 27.4 (81.3)               | 26.9 (80.4)               | 26.2 (79.2)               | 25.9 (78.6)               | 26.4 (79.5)               | 27.1 (80.8)               | 28.0 (82.4)               | 28.2 (82.8)               | 27.2 (81.0)               | 26.1 (79.0)               | 26.4 (79.5)               | 26.9 (80.4)               |
| 일평균 최저 기온 °C (°F)  | 15.6 (60.1)               | 15.8 (60.4)               | 15.7 (60.3)               | 16.1 (61.0)               | 16.2 (61.2)               | 15.3 (59.5)               | 15.0 (59.0)               | 16.0 (60.8)               | 16.0 (60.8)               | 15.9 (60.6)               | 15.5 (59.9)               | 15.6 (60.1)               | 15.7 (60.3)               |
| 평균 강수량 mm (인치)     | 76.9 (3.03)               | 91.0 (3.58)               | 114.2 (4.50)              | 154.2 (6.07)              | 88.1 (3.47)               | 18.6 (0.73)               | 11.4 (0.45)               | 31.1 (1.22)               | 69.6 (2.74)               | 105.7 (4.16)              | 112.7 (4.44)              | 77.4 (3.05)               | 950.9 (37.44)             |
| 평균 강수일수 (≥ 0.1 mm)  | 11                        | 11                        | 15                        | 18                        | 13                        | 2                         | 1                         | 4                         | 10                        | 17                        | 17                        | 14                        | 133                       |
| 출처:                     |                           |                           |                           |                           |                           |                           |                           |                           |                           |                           |                           |                           |                           |

## 인구와 주민
1994년에 인구는 775만 명이었다. 약 89%가 후투족, 그 이외는 투치족이다. 82%가 기독교, 그 이외는 토착 종교 등이다. 공용어는 키냐르완다어, 프랑스어와 1996년에 추가된 영어 등 3개어다.
영어는 정부의 웹사이트의 공식어와 국립르완다대학교의 교수언어가 되어 가장 영향력 있는 언어가 되었다. 2004년부터는 프랑스어와 르완다어로 표기된 지폐가 앞면에는 르완다어, 뒷면에는 프랑스어와 영어로 바뀌면서 명실상부한 영어 사용국이 되었다. 르완다 정부의 공식 홈페이지의 언어란을 보면, 영어, 키냐르완다어, 프랑스어 순으로 적고 있다.(2007년 5월 현재) 물론 정부의 공식 홈페이지도 영어만으로 작성한다. 카가메 대통령이 인종학살의 과거심판 못지않게 언어표현권의 침해 및 문화 다양성에 심히 역행하고 있다는 지적이 있다.
미국은 중서부 아프리카가 프랑스어 사용국으로 남아있는 상태에서 자신의 영향력을 제고하기에는 많은 한계가 있음을 직시하고, 르완다와 콩고민주공화국을 영어 사용국으로 만들기 위해 모든 수단을 강구하고 있다. 이런 배경에는 우간다에서 영어로 훈련받은 투치족 80만 명이 입국하면서 권력을 장악한 것이 크게 작용했다. 르완다는 2006년 가을 프랑스와 외교관계를 중단했다. 2009년 11월 28일 트리니다드토바고의 수도 포트오브스페인에서 개최된 영연방 정상회담에서 르완다는 54번째 영연방 회원국이 되었다. 이로써 진정한 영어 사용국으로 거듭 태어났다.
한편 르완다는 프랑스어의 사용이 명목적인 것이지만 국제프랑스어사용국기구(프랑코포니)의 정회원국이다. 프랑코포니에서 별다른 활동을 하지 않는데다가 대외활동을 우간다, 케냐, 탄자니아 등 영어권 동부 아프리카를 중심으로 펼치고 있어서 프랑코포니에서 탈퇴할 것이라는 전망이 우세하다. 실제로 르완다에선 프랑스어는 거의 죽어가고 있는 언어이다. 한편, 르완다는 프랑스와 외교관계를 2009년에 복원했다.

## 기아문제
르완다의 기아문제는 매우 심각한 상태이다. 매년 아일랜드의 NGO인 컨선월드와이드(Concern Worldwide), 독일의 NGO인 세계기아원조(Welthungerhilfe) 그리고 미국의 연구기관인 국제식량정책연구소(IFPRI)가 협력하여 발표하는 세계기아지수(GHI)에 따르면 2016년 르완다의 기아지수는 100점 만점 중 27.4점으로 가장 심각한 기아점수를 기록한 중앙아프리카공화국의 46.1점과 비교해본다면 무시못할 정도의 수치이다. 이는 조사 대상이었던 118개의 개발도상국 중 91위에 해당하는 수치로 상당한 기아수준을 보여준다고 할 수 있다.

## 행정 구역
르완다는 2006년 1월 1일에 새로 개편된 행정 구역에 따라 4개 주와 1개 시로 구성되어 있으며, 이들 행정 구역은 40개 구(akarere)와 416개 지방 자치체(umujyi)로 나뉜다.
- 남부 주 (Province du Sud)
- 서부 주 (Province du l'Ouest)
- 북부 주 (Province du Nord)
- 동부 주 (Province de l'Est)
- 키갈리 (Kigali)

## 문화
아프리카에서 인구 밀도가 가장 높아 경제 문제가 매우 심각하다. 특이하게도 다른 부족과의 결혼이 허용된다. 이는 다른 아프리카 사회에서는 보기 드문 일이다. 기독교의 명절인 부활절과 성 금요일, 성모 승천 대축일, 성탄절 등을 공휴일로 정하며, 이슬람교 명절인 라마단 종료기념일 등을 공휴일로 정한다. 또 1994년 르완다 대학살이 일어난 이유 때문에 가족관계,나이등을 물어보는것은 예의가 아니다

## 대한관계
남북한 동시 수교국이다. 대한민국과는 1963년 수교하였다. 2008년부터 주 르완다 한국 대사관이 설치되었다.